# Hafen von Antwerpen
Der Hafen von Antwerpen ist der größte Hafen Belgiens. Gemessen am Ladungsaufkommen in Tonnen ist er der zweitgrößte Hafen Europas (nach Rotterdam) und der siebzehnte weltweit. Antwerpen und der Hafen Zeebrügge schlossen sich am 22. April 2022 nach jahrhundertelanger Rivalität zusammen und wollen als Hafen Antwerpen-Brügge ihren zweiten Platz in Europa stabilisieren und die Verfolgung aufnehmen.
Für Stückgut ist Antwerpen der größte Hafen der Welt. Weiterhin beherbergt der Hafen von Antwerpen den nach Houston zweitgrößten Chemieindustriepark der Welt.
Der Hafen liegt als Dockhafen an der Trichtermündung der Schelde. Durch diese Mündung ist eine Revierfahrt der Schiffe von über 100.000 Tonnen über 80 Kilometer im Inland notwendig. Die importierte Ware braucht so 80 Kilometer weniger per Eisenbahn- oder Straßenverkehr zurückzulegen.
Mit entscheidend für seine Größe ist die zentrale Lage des Hafens in Europa: in einem Radius von 250 Kilometern um den Hafen liegen fünf Hauptstädte und die deutsche Metropolregion Rhein-Ruhr (Ruhrgebiet bis Köln) mit 10 Millionen Einwohnern. In einem Radius von 500 km befindet sich 60 Prozent der Kaufkraft der Europäischen Union.

## Geschichte

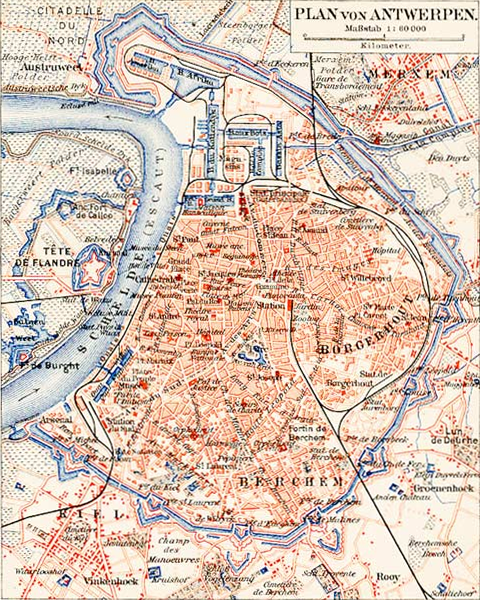
Antwerpen um 1897 mit dem Hafen im Norden

### Vor 1900
Im Mittelalter war der Hafen von Antwerpen von großer Bedeutung. Als Stadt und Hafen im Rahmen des Niederländischen Unabhängigkeitskrieges im Jahr 1585 von den Spaniern erobert wurden, blockierten die Niederländer, die die nördlich gelegene Scheldemündung kontrollierten, den Antwerpener Hafen. Diese Scheldeblockade wurde über Jahrhunderte aufrechterhalten und führte zur wirtschaftlichen Stagnation des Hafens, während die Konkurrenzhäfen in den nördlichen Niederlanden, insbesondere der Hafen von Amsterdam, aufblühten. Nach der Gründung des Vereinigten Königreichs der Niederlande 1815 wurde die Scheldeblockade aufgehoben und der Antwerpener Hafen nahm einen großen Aufschwung. Nach der Abspaltung Belgiens 1831 wurde die unter niederländischer Herrschaft verbliebene Scheldemündung zwar nicht wieder geschlossen, die Niederländer erhoben jedoch einen Scheldezoll, der die Entwicklung der Schifffahrt nach Antwerpen deutlich behinderte. Erst 1863 konnten sich die Belgier für 36 Millionen belgische Franken (von denen zwei Drittel durch andere Seefahrernationen übernommen wurden) vom niederländischen Scheldezoll freikaufen.
Bis ins 19. Jahrhundert befand sich der Hafen am rechten Ufer der Schelde, am Eingang der Stadt; den Schelde-Kais. Der Hafen wurde im 19. Jahrhundert durch das Anlegen des Napoleondocks erweitert. Napoléon Bonaparte wollte den Hafen unter der französischen Besetzung in einen Militärhafen umwandeln, um Großbritannien angreifen zu können.
1879 wurde mit dem „Eisernen Rhein“ eine Eisenbahnverbindung für den Güterverkehr vom und ins Ruhrgebiet eröffnet und der Hafen danach deutlich erweitert.

### 20. Jahrhundert
Antwerpen und sein Hafen wurde während des Zweiten Weltkriegs im Mai 1940 im Rahmen des Westfeldzuges von der deutschen Wehrmacht besetzt. Nach der Landung der Alliierten in der Normandie am 6. Juni 1944 („D-Day“) marschierten die Alliierten zügig Richtung Osten voran. Die kleineren Hafenstädte, die dabei in die Hände der Alliierten gefallen waren, erwiesen sich als zu klein oder waren nach den Kämpfen zu stark beschädigt, um als Anlieferungsort für die Nachschubeinheiten der Marine dienen zu können.
Der Hafen von Antwerpen war ein noch relativ unbeschädigter großer Seehafen und konnte Anfang September 1944 von der britischen 2. Armee besetzt werden. Lokale Widerstandsgruppen hatten dazu beigetragen, dass die deutschen Truppen die Hafenanlagen vor ihrem Abzug nicht mehr zerstören konnten. Da Antwerpen aber im Hinterland der Scheldemündung, etwa 80 Kilometer von der Küste entfernt liegt, war eine Nutzung erst möglich, als es gelang, die starken deutschen Artilleriestellungen auf der vorgelagerten Halbinsel Walcheren auszuschalten.
Am 12. September 1944 erhielt die 1. Kanadische Armee den Auftrag zum Freikämpfen des Scheldemündungsgebiets. Nach ersten erfolglosen Angriffen gegen die dortigen deutschen Stellungen am nächsten Tag führte die verlustreiche Schlacht an der Scheldemündung vom 2. Oktober bis zum 8. November 1944 zu einem alliierten Sieg. Danach musste das Flussdelta noch mühsam von den dort gelegten Seeminen geräumt werden. Auch beeinträchtigten V2-Beschüsse aus dem Eifelgebiet, dem Raum Köln/Bonn und den Niederlanden auf Antwerpen (von Hitler am 12. Oktober angeordnet) das öffentliche Leben in der Stadt und den Aufbau der Logistik im Hafengebiet. Am 28. November fuhr der erste Konvoi unter Führung des kanadischen Frachters Fort Cataraqui in den Hafen ein.
In den 1950er und 1960er Jahren begann der Ausbau des Hafens und danach zum Containerhafen, verbunden mit der Ausdehnung des Hafens nach Norden bis an die niederländische Grenze. Der Containerverkehr macht heute mehr als die Hälfte der umgeschlagenen Tonnage aus (2018: von 235,2 Mio. t Gesamtumschlag 130,9 Mio. t im Containerbereich; 2014: von 198,8 Mio. t Gesamtumschlag 108,1 Mio. t im Containerbereich). Seit Mitte der 1960er Jahre ist der Hafen Antwerpen über die Belgienlinie und seit dem Jahr 1976 über die Hollandlinie mit Deutschland verbunden und der Schienengüterverkehr mit Deutschland und der Schweiz über die Montzenroute.

## Hafengestaltung

### Überblicksdaten

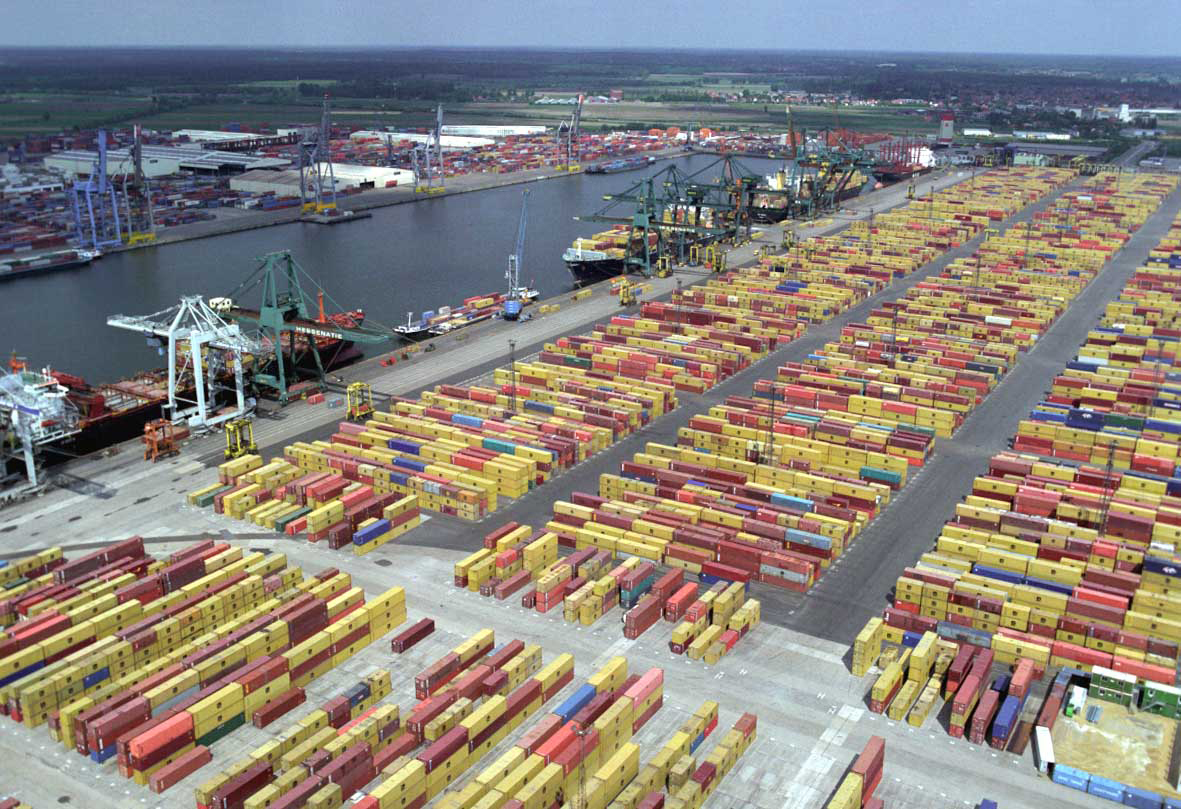
Ein Teil des rechten Ufers

Hafenanlagen von Antwerpen

Der Hafen von Antwerpen erstreckt sich auf einer Fläche von 130,57 km², wovon 72,39 km² auf das rechte Ufer und 58,18 km² auf das linke Ufer der Schelde entfallen. Er erstreckt sich auf einer Wasseroberfläche von 22 km². 400 km Straßen und 1113 km Eisenbahngleise dienen zur An- und Abfuhr der umgeschlagenen Güter. Jeder Liegeplatz ist dabei mit zwei bis fünf Gleisen ausgerüstet. Auch haben die meisten Hallen und Lager in Docknähe einen direkten Gleisanschluss. Der Hafen wird wegen weiter wachsenden Umschlagmengen noch erweitert.

### Rechtes Schelde-Ufer
Die Eröffnung der Berendrechtschleuse im Jahr 1989 war ein krönendes Ereignis für die Entwicklung des rechten Dockes. Sie war mit einer Länge von 500 Metern, einer Breite von 68,5 m, einer Tiefe von 17,5 m die weltweit größte ihrer Art. Sie erlaubt einen maximalen Tiefgang von 11,85 m bei einem Tidenhub von fast 5 Metern.
Seit 1989 finden Erweiterungen auch außerhalb des direkten Dockkomplexes statt. So entstanden zwei Containerterminals: das Europa-Terminal wurde 1990 eröffnet, das Nordsee-Terminal im Jahr 1997. Zurzeit werden große Teile des Areals modernisiert, so dass das Amerikadock, das Albertdock und das Third Harbour Dock für Panamax-Schiffe mit einem maximalen Tiefgang von 13 Metern zugänglich sind. Auch das Delwaidedock wurde modernisiert.
Das MSC Home Terminal ist eine Partnerschaft zwischen PSA Hesse-Noord Natie und MSC. Es ist zwei Kilometer lang, so dass mehrere Schiffe gleichzeitig abgefertigt werden können, und ist im nördlichen Teil angesiedelt. Das Terminal ist das europäische Zentrum für die Dienstleistungen der Mediterranean Shipping Company (MSC). Ende 2006 hatte dieses eine jährliche Kapazität von 3,6 Mio. TEU. Ende 2016 zog der Betrieb des MSC Home Terminals vom Delwaidedock zum linken Scheldeufer ans Deurganckdok.

### Linkes Schelde-Ufer
Das linke Ufer befindet sich derzeit weiter in Entwicklung. In der ersten Phase entstand ein 43,6 km² großer Bereich mit den Schwerpunkten Hafen und Industrie. Zusätzlich ist eine weitere Expansion in einer Größenordnung von 14 km² geplant.
Der Auslöser all dieser Entwicklung war das 4½ Kilometer lange Vrasenedock, deren Terminals sich auf Holzprodukte, Fruchtsaftkonzentrate und Automobile spezialisiert hatten. Da fast alles durch dieses Dock besetzt war, wurde 1986 mit dem Bau des 5 Kilometer langen Verrebroekdock begonnen, von denen schon 3,1 km fertiggestellt wurden. Auch hier existieren moderne Abfertigungsstätten.
Die am südlichen Ende des tidebeeinflussten Deurganckdoks neu gebaute große Schleuse mit den Maßen 500 × 68 m wurde am 15. April 2016 als „Kieldrechtsluis“ in Betrieb genommen. Sie ist die weltweit größte Anlage ihrer Art und kann Postpanamax-Schiffe mit bis zu 13.000 TEU und mit einem Tiefgang bis zu 17,8 m aufnehmen, da sie 4 Meter tiefer ist als die „Berendrechtsluis“ am rechten Ufer. Sie stellt eine weitere Zufahrt zum Waaslandkanal und damit zu den Hafenbecken Doeldock, Verrebroekdock und Vrasenedock dar und entlastet die kleinere „Kallosluis“.
Große Teile von Antwerpens Containerumschlag haben sich in den 2010er Jahren zum Deurganckdok am linken Schelde-Ufer verlagert, das von großen Schiffen (bis zur Triple-E-Klasse) ohne Schleusung angefahren werden kann. Hier entstand der Containerterminal Antwerp Gateway mit einer Kailänge von 2.500 Metern, dessen größter Anteilseigner DP World Antwerp mit 42,5 % ist. Weitere Anteile haben Zim Ports und COSCO Shipping Ports mit jeweils 20 % sowie Terminal Link / CMA CGM mit 10 % und Duisport mit 7½ %.
2016 zog das MSC Home Terminal vom Delwaidedok am rechten Schelde-Ufer zum Deurganckdok, das Terminal hier heißt MSC PSA European Terminal (MPET).

## Umschlag
| Jahr | Containerumschlag in TEU | Gesamtumschlag [t] |
| ---- | ------------------------ | ------------------ |
| 2000 | 4,097 Mio.               | 130,994 Mio.       |
| 2001 | 4,193 Mio.               | 129,594 Mio.       |
| 2002 | 4,769 Mio.               | 131,630 Mio.       |
| 2003 | 5,441 Mio.               | 142,873 Mio.       |
| 2004 | 6,049 Mio.               | 152,305 Mio.       |
| 2005 | 6,482 Mio.               | 160,049 Mio.       |
| 2006 | 7,019 Mio.               | 167,377 Mio.       |
| 2007 | 8,176 Mio.               | 182,946 Mio.       |
| 2008 | 8,663 Mio.               | 189,336 Mio.       |
| 2009 | 7,309 Mio.               | 157,810 Mio.       |
| 2010 | 8,467 Mio.               | 178,160 Mio.       |
| 2011 | 8,661 Mio.               | 187,152 Mio.       |
| 2012 | 8,635 Mio.               | 184,134 Mio.       |
| 2013 | 8,578 Mio.               | 190,972 Mio.       |
| 2014 | 8,978 Mio.               | 199,017 Mio.       |
| 2015 | 9,653 Mio.               | 208,424 Mio.       |
| 2016 | 10,037 Mio.              | 214,144 Mio.       |
| 2017 | 10,451 Mio.              | 223,661 Mio.       |
| 2018 | 11,100 Mio.              | 235,326 Mio.       |
| 2019 | 11,860 Mio.              | 238,180 Mio.       |
| 2020 | 12,031 Mio.              | 230,972 Mio.       |

Die Ladungsmenge verteilte sich 2020 u. a. auf folgende Ladungsarten:
- Container: 139,114 Mio. t (2019: 138,750 Mio. t; 2018: 130,9 Mio. t; 2017: 123 Mio. t; 2016: 118 Mio. t; 2015: 113 Mio. t)
- Flüssiggut: 69,041 Mio. t (2019: 72,056 Mio. t; 2018: 75,883 Mio. t; 2017: 73,174 Mio. t; 2016: 69,65 Mio. t; 2015: 66,7 Mio. t)
- trockenes Massengut: 11,561 Mio. t (2019: 13,926 Mio. t; 2018: 13,064 Mio. t; 2017: 12,2 Mio. t; 2016: 12,44 Mio. t; 2015: 13,8 Mio. t)
- konventionelles Stückgut (z. B. Eisen/Stahl): 9,213 Mio. t (2018: 10,16 Mio. t; 2017: 10,3 Mio. t)
- RoRo-Ladung: 4,239 Mio. t (2018: 5,3 Mio. t; 2017: 5,1 Mio. t; 2016: 4,56 Mio. t; 2015: 4,7 Mio. t)
- Kraftfahrzeuge: 1,048 Mio. (2019: 1,22 Mio.; 2018: 1,296 Mio.; 2017: 1,238 Mio.; 2016: 1,19 Mio.; 2015: 1,308 Mio.)

Die Anzahl der Seeschiffsanläufe lag 2020 bei 13.655 (2019: 14.391; 2018: 14.595; 2017: 14.223; 2016: 14.473; 2015: 14.417) mit einer Bruttotonnage von: 2019: 415.594 Mio. BRZ (2018: 418,839 Mio. BRZ; 2017: 406,762 Mio. BRZ; 2016: 401,084 Mio. BRZ). Davon waren 32 % Containerschiffe (4591) und 30 % Flüssiggut-Tanker (4274). 2016 hatten 458 Containerschiffe der Gesamtanzahl eine Kapazität von mehr als 13.000 TEU.

## Hafenhinterlandverkehr

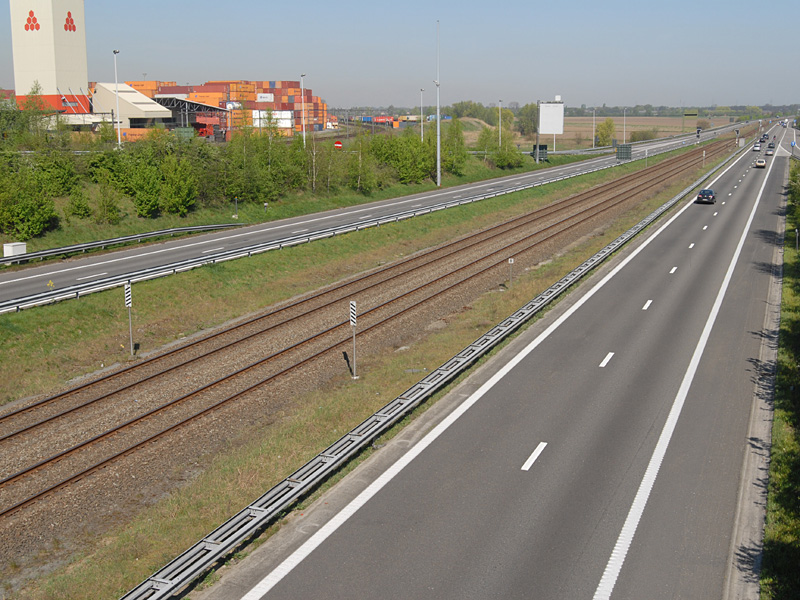
Bahnlinie 11 in Verkehrswegebündelung mit der Autobahn 12 im Hafen von Antwerpen

Der Hinterlandverkehr des Antwerpener Hafens erfolgt zurzeit hauptsächlich mit dem Lkw über die Straße. So hat der LKW-Verkehr auf der belgischen Autobahn 21, der niederländischen Autobahn 67 und der Bundesautobahn 40 ins Ruhrgebiet sowie über die belgischen Autobahn 13, Autobahn 2, der niederländischen Autobahn 76 und der Bundesautobahn 4 Richtung Köln stark zugenommen.
Der Modal Split betrug 2017:
- Lkw: 52 % (56 % im Containerverkehr)
- Binnenschiff: 37 % (38 % im Containerverkehr)
- Eisenbahn: 8 % (6 % im Containerverkehr)

Die dringend nötige Erhöhung des Schienenverkehrsanteils erfordert administrative und bauliche Anpassungen. So ging z. B. im Juni 1995 die Bahnstrecke Y Schijn–Noordland (L 11) und im Dezember 2014 der Liefkenshoek rail link zur Verbesserung des Schienenverkehrs im Hafen von Antwerpen in Betrieb.
Im Jahr 1992 wurde der grenzüberschreitende Güterverkehr auf dem Teilstück zwischen Dalheim und Roermond (Eiserner Rhein) vom Ruhrgebiet zu den belgischen Seehäfen eingestellt. Diese Verbindung war etwa 50 Kilometer kürzer als über die Montzenroute. Der grenzüberschreitende Güterverkehr verläuft heute über die Verbindung von Aachen West über Tongern zum Hafen von Antwerpen. Diese wurde bis zum Dezember 2008 komplett elektrifiziert sowie Tunnel- und Brückenbauwerke saniert. Sie ist dem Güterverkehr vorbehalten.

## Sonstiges
Der Fackelturm 1 der Olefin-Raffinerie ist mit einer Höhe von 211 Metern zumindest der höchste Fackelturm Europas.
Der westliche Mast der Deurganckdok-Freileitungskreuzung ist mit einer Höhe von 165,95 Metern der höchste Abspannmast Europas.